# (10185) Gaudi
(10185) Gaudi es un asteroide que forma parte del cinturón de asteroides y fue descubierto el 18 de abril de 1996 por Eric Walter Elst desde el Observatorio de La Silla, Chile.

## Designación y nombre
Gaudi recibió al principio la designación de 1996 HD21.
Posteriormente, en 1999, se nombró en honor del arquitecto español Antoni Gaudí (1852-1926).

## Características orbitales
Gaudi orbita a una distancia media de 2,596 ua del Sol, pudiendo acercarse hasta 2,032 ua y alejarse hasta 3,16 ua. Su inclinación orbital es 4,455 grados y la excentricidad 0,2173. Emplea en completar una órbita alrededor del Sol 1527 días. El movimiento de Gaudi sobre el fondo estelar es de 0,2357 grados por día.

## Características físicas
La magnitud absoluta de Gaudi es 13,3.